# Bernd Pfarr
Bernd Pfarr (né le 11 novembre 1958 à Francfort-sur-le-Main et mort le 6 juillet 2004 à Cologne) est un illustrateur, caricaturiste, auteur de bande dessinée humoristique et peintre abstrait allemand. 

## Biographie
Il est surtout connu pour avoir créé le personnage Sondermann (de) en 1987 dans le magazine satirique Titanic. Depuis sa mort en 2004, des Prix Sondermann (de) sont remis chaque année pour récompenser des auteurs de langue allemande.

## Distinction
- 1998 : Prix Max et Moritz du meilleur auteur germanophone